# Furkota-hágó
A Furkota-hágó  (szlovákul Furkotské sedlo) 2277 m magasban haladó hágó a Magas-Tátrában, Szlovákiában.
A Furkota-csúcs (ÉK) és az Osztra (DNy) közötti hágó a Furkota-völgy és a Nefcer-völgy között igen könnyű átjáró. A Lorenz-hágóval kapcsolatban közvetlen összeköttetést létesít a Nefcer-völgy és a Malompataki-völgy (Mlinica-völgy) között. Az átmenetül szolgáló hely a hágó legmélyebb bemetszésétől kissé ÉK-re, a Furkota-csúcs felé fekszik.

## Túrák a hágóhoz
- A Furkota-völgyből (DK-ről)

Piros jelzés. Járóterep. A Csorba-tó DNY. partjáról kiinduló, ÉNY. felé a Jamszko-tóhoz (Gödör-tóhoz) vezető útra Felső-turistaút (Magistrála). Fél óra múlva a Furkota-völgybe vezető ösvény elágazásához érünk (sárga jelzés, útjelző tábla). Ez a Furkota-patak bal partján vezet be a völgybe. Eleinte erdőben, majd kilépve az erdőből, a Furkota-tavak völgyteraszán vagyunk (45 p: a tavak az útról nem láthatók, mert a völgy túlsó szélén fekszenek). A következő völgylépcső után a második, katlanszerű völgyteraszra, amely a Szedilko-hágóval fekszik egy vonalban (30 p). Innen tovább az Alsó-Wahlenberg-tóhoz (2060 m; 30 p). Mellette elhaladva, a völgy túlsó, meredek lépcsőjén a Felső-Wahlenberg-tóhoz (2154 m; 30 p). A tavat megkerülve, füves-törmelékes lejtőn a Furkota-hágóra (45 p).
- A Nefcer-völgyből (ÉNy-ról)

A Három-forrástól (vagy a volt Rašo kpt.-menedékháztól) kék jelzésű út vezet a Kapor-völgybe. Egy kis tisztásnál (2 ó) ösvény ágazik el jobbra, amely számos szerpentinnel kanyarog fel azon a magas és meredek lejtőn, amellyel a Nefcer-völgy a Kapor-völgyhöz letörik. Ezután az ösvény a völgyet szinte elzárni látszó magas tófalon meredeken visz tovább a szép Nefcer-vízesés mellett a felső katlanba. Itt füvön és törmeléken az Alsó-Terianszko-tóhoz (1947 m; 2 ó), majd egy meredekebb völgylépcső után a völgyzárlatban fekvő Felső-Terianszko-tóhoz (2124 m; 30 p). Innen a Furkota-csúcs NY. falának tövében fekvő, legfelső katlanba fel. Ebben sziklás oldala felé, ahol (balra a legmélyebb hágóbemetszéstől) a kőzet feltűnően vöröses színezetű. Törékeny sziklapadokon vagy pedig egy rövid törmelékfolyosóban fel a hágóra (45 p).